# 原信太郎
原 信太郎（はら のぶたろう、1919年（大正8年）4月4日 - 2014年7月5日）は、日本の実業家、鉄道模型収集家。
日本で初めて旅客車としての地下鉄（東京地下鉄道。現：東京メトロ銀座線）に乗車した乗客第一号の人物としても知られる。
長男はアライアンス・フォーラム財団代表理事の原丈人。義父はコクヨ創業者の黒田善太郎。

## 人物
原正次・千恵の長男として東京都に生まれる。
1940年（昭和15年）慶應義塾高等部、1942年（昭和17年）東京工業大学工学部機械工学科各卒業。1951年（昭和26年）コクヨに入社。同社取締役技術部長、常務開発本部部長兼管理部長、関連会社役員を経て、1983年（昭和58年）専務に就任。1985年（昭和60年）には相談役に就任した。
在職中は世界初の立体自動倉庫やオフィス家具自動一貫製造ラインなどを開発し、300以上の技術特許を個人で請願・維持。退職後、若手研究者の海外論文発表のための助成をする「財団法人原総合知的通信システム基金」設立。
1986年（昭和61年）4月、シャングリラ・列車博物館を自宅内に開設し、世界の歴史的車両を模型で展示した。
2012年（平成24年）には、横浜市に「原鉄道模型博物館」開館。